# Holiday City South
Holiday City South – jednostka osadnicza w Stanach Zjednoczonych, w stanie New Jersey, w hrabstwie Ocean.